# Campionati asiatico-pacifici di judo 2019
I Campionati asiatico-pacifici di judo 2019 sono stati la 1ª edizione della competizione organizzata dalla Asia Judo Union e dalla Oceania Judo Union.
Si sono svolti a Fujairah, negli Emirati Arabi Uniti, dal 20 al 23 aprile 2019.

## Partecipanti
Hanno partecipato ai campionati 273 judoka in rappresentanza di 40 federazioni affiliate all'Asia Judo Union e all'Oceania Judo Union.
- Afghanistan (5)
- Australia (16)
- Brunei (6)
- Bangladesh (4)
- Cina (17)
- Taipei cinese (18)
- Corea del Nord (6)
- Figi (1)
- Guam (1)
- Hong Kong (5)
- India (12)
- Iran (11)
- Iraq (1)
- Giappone (12)
- Giordania (6)
- Kazakistan (18)
- Corea del Sud (18)
- Kuwait (6)
- Kirghizistan (9)
- Libano (1)
- Macao (2)
- Mongolia (17)
- Nepal (4)
- Nuova Zelanda (2)
- Pakistan (2)
- Palestina (1)
- Filippine (4)
- Qatar (2)
- Arabia Saudita (5)
- Singapore (2)
- Isole Salomone (1)
- Sri Lanka (1)
- Siria (5)
- Tagikistan (7)
- Thailandia (8)
- Turkmenistan (11)
- Emirati Arabi Uniti (7)
- Uzbekistan (13)
- Vietnam (4)
- Yemen (2)

## Medagliere
| Posiz. | Nazione             | Oro | Argento | Bronzo | Totale |
| ------ | ------------------- | --- | ------- | ------ | ------ |
| 1      | Giappone            | 4   | 1       | 4      | 9      |
| 2      | Mongolia            | 3   | 2       | 3      | 8      |
| 3      | Corea del Sud       | 2   | 3       | 6      | 11     |
| 4      | Cina                | 1   | 1       | 3      | 6      |
| 5      | Kazakistan          | 1   | 2       | 3      | 6      |
| 6      | Uzbekistan          | 1   | 2       | 2      | 5      |
| 7      | Corea del Nord      | 1   | 0       | 1      | 2      |
| 8      | Tagikistan          | 0   | 2       | 2      | 4      |
| 9      | Taipei cinese       | 0   | 1       | 0      | 1      |
| 10     | Australia           | 0   | 0       | 3      | 3      |
| 11     | Kirghizistan        | 0   | 0       | 2      | 2      |
| 12     | Emirati Arabi Uniti | 0   | 0       | 1      | 1      |
| Totale | Totale              | 14  | 14      | 28     | 56     |

## Podi

### Uomini
| Evento        | Oro                      | Argento                 | Bronzo                                         |
| fino a 60 kg  | Genki Koga               | Yang Yun-Wei            | Ariunbold Enkhtaivan Ğūsman Qyrğyzbaev         |
| fino a 66 kg  | Yerlan Serikzhanov       | Yeldos Zhumakanov       | Artur Te Baskhuu Yondonperenlei                |
| fino a 73 kg  | Tsogtbaatar Tsend-Ochir  | An Chang Rim            | Victor Scvortov Khikmatillokh Turaev           |
| fino a 81 kg  | Uuganbaatar Otgonbaatar  | Sharofiddin Boltaboev   | Lee Sung Ho Hikaru Tomokiyo                    |
| fino a 90 kg  | Kosuke Mashiyama         | Komronshokh Ustopiriyon | Bu Hebilige Islam Bozbayev                     |
| fino a 100 kg | Otgonbaatar Lkhagvasuren | Won Jong Hoon           | Mukhammadkarim Khurramov Kayhan Ozcicek-Takagi |
| oltre 100 kg  | Kim Sung Min             | Temur Rakhimov          | Kim Min Jong Iurii Krakovetskii                |

### Donne
| Evento       | Oro                | Argento                 | Bronzo                                      |
| fino a 48 kg | Li Yanan           | Akmaral Nauatbek        | Aya Sagakami Lee Hye-Kyeong                 |
| fino a 52 kg | Diyora Keldiyorova | Sosorbaram Lkhagvasuren | Rim Song Sim Rina Tatsukawa                 |
| fino a 57 kg | Jin A Kim          | Kana Tomizawa           | Enkhriilen Lkhagvatogoo Sevara Nishanbayeva |
| fino a 63 kg | Yang Junxia        | Gankhaich Bold          | Katharina Haecker Tang Jing                 |
| fino a 70 kg | Shiho Tanaka       | Gulnoza Matniyazova     | Aoife Coughlan You Je-Young                 |
| fino a 78 kg | Mao Izumi          | Ma Zhenzhao             | Lee Jeong-Yun Yoon Hyun-Ji                  |
| oltre 78 kg  | Kim Min-Jeong      | Han Mi-Jin              | Wang Yan Akari Inoue                        |